# Ібар
Іба́р (серб. Ибар/Ibar; алб. Lumi i Ibrit) — річка на півдні Сербії, в Косові та Чорногорії.
Довжина 276 км. Сточище 8059 км². Середня витрата води в гирлі — близько 60 м³/с. Впадає в Західну Мораву.
Джерельні витоки річки лежать на північному схилі гори Хайла у східній частині Чорногорії в регіоні Санджак. Далі тече у східному напрямку територією Косова. У Косовській Митровиці, злившись зі своєю найбільшою притокою Ситницею, річка круто повертає на північ, після чого впадає в Західну Мораву біля міста Кралєво в Сербії.

## Запланований розвиток
Планувалося збудувати десять дамб для гідроелектростанцій на річці Ібар.